# Batalla de Arica
La batalla de Arica, también conocida como Asalto y Toma del Morro de Arica,fue el enfrentamiento final de la Campaña de Tacna y Arica  durante la Guerra del Pacífico (1879-1884). Ocurrió en la madrugada y la mañana del lunes 7 de junio de 1880, siendo esta batalla por el puerto peruano de Arica, ubicado a 1.246 kilómetros al sur de Lima y a 2.036 kilómetros al norte de Santiago de Chile. Fue el último gran combate entre el Ejército del Perú y el Ejército de Chile en el extremo sur peruano. 
Tras las batallas de Los Ángeles y de Tacna, la batalla por el puerto de Arica enfrentó a las fuerzas peruanas bajo el mando del coronel Francisco Bolognesi que quedaban en la ciudad, aisladas por tierra y sin hinterland, con dos columnas chilenas bajo el mando del coronel Pedro Lagos. Los atacantes lograron vencer los campos de minas, fuertes, fusilería y artillería peruana y ocupar la ciudad. El monitor peruano Manco Cápac fue hundido por su tripulación tras la derrota de sus fuerzas terrestres.
La caída de Arica significó para Perú la destrucción de su ejército profesional, y la pérdida de su base naval y base de operaciones terrestres más austral. Para Bolivia significó el cierre de su salida natural al Pacífico.
Posteriormente a este suceso, se desarrollaron la expedición Lynch, que tuvo como objetivo demostrar al gobierno peruano la futilidad de su resistencia, y la Conferencia de Arica, que, bajo los auspicios del gobierno de Estados Unidos, buscó un acuerdo que pusiera fin a la guerra. Sin embargo, su fracaso dio paso a la continuación del conflicto.

## Antecedentes
Luego de la Batalla del Alto de la Alianza el ejército expedicionario chileno necesitaba un puerto adecuado para su abastecimiento además de eliminar cualquier foco de resistencia. Para ello preparó la captura del puerto de Arica, de rada profunda y protegido de los vientos del sur por el Morro de Arica y la isla del Alacrán más una conexión por línea férrea a Tacna y abastecimiento de productos agrícolas de los valles de Azapa y Lluta. Lo más importante era su función como punto de abastecimiento para las fuerzas que controlaban el nudo de comunicaciones peruano-bolivianas que era la región Tacna-Arica.
Las fuerzas peruanas acantonadas en Arequipa no habían sido movilizadas debido a la desorganización, falta de una jerarquía previamente establecida, carencia de un servicio de transportes y la falta de pertrechos. Finalmente Manuel Segundo Leiva Velasco asumió el mando de cerca de 3000 hombres y se dirigió al sur. El día de la batalla de Tacna, Leiva se encontraba en Torata y continuó hasta llegar a Locumba el 30 de mayo. Ese día recibió noticia desde Arica, que aún tenía comunicación por el cable submarino con el centro de Perú, de la decisión de Francisco Bolognesi de resistir y de que solicitaba su apoyo desde el norte.
Leiva no concurrió sino que desde Locumba regresó a Arequipa a donde llegó el 13 de junio.
Según Jorge Basadre, Bolognesi confiaba en recibir apoyo desde Arequipa, pero tanto Lizardo Montero como Pedro Alejandrino del Solar aseguraron haber intentado transmitirle la orden de destruir los fuertes y retirarse al norte, pero esta no llegó hasta el puerto. De esa manera, las fuerzas peruanas en Arica quedaron aisladas por tierra y bloqueadas por mar.
El asalto al Morro de Arica fue planeado por el general Manuel Baquedano, fue dirigido por el coronel Pedro Lagos Marchant y la defensa fue comandada por el coronel Francisco Bolognesi. La fase final se realizó en tan solo 55 minutos.

## Fuerzas en combate
En el caso chileno, Baquedano resolvió apoderarse de Arica empleando la Reserva de Tacna, compuesta por los Regimientos Buin 1° de Línea, 3° y 4° de Línea, agregándole el Regimiento Lautaro, el Batallón Bulnes, 2 Escuadrones de Carabineros de Yungay, 2 Escuadrones de cazadores a Caballo y 4 baterías de artillería.
| Unidad                                                                                   | Contingente | Mando                       |
| ---------------------------------------------------------------------------------------- | --- | --------------------------- |
| Jefe de fuerzas peruanas: Francisco Bolognesi Jefe del Estado Mayor: Coronel de la Torre | |                             |
| Infantería                                                                               | |                             |
| 7.ª División de José Joaquín Inclán con 805 hombres                                      | |                             |
| Batallón Artesanos de Tacna N.º 29                                                       | 391 | Marcelino Varela            |
| Batallón Granaderos de Tacna N.º 31                                                      | 218 | Justo Arias Araguez         |
| Batallón Cazadores de Piérola                                                            | 196 | Francisco Cornejo           |
| 8.ª División de Alfonso Ugarte con 518 hombres                                           | |                             |
| Batallón Tarapacá N.º 23                                                                 | 216 | Ramón Zavala                |
| Batallón Iquique N.º 33                                                                  | 302 | Roque Sáenz Peña            |
| Artillería                                                                               | |                             |
| Baterías del Morro                                                                       | 160 Batería Alta apuntando al mar - un cañón Vavasseur a 250 lb - dos Parrott a 100 lb - dos Voruz a 68 lb Batería Baja, apuntando al mar y a tierra - tres Voruz a 68 lb | Juan Guillermo Moore Ruiz   |
| Baterías del Este apuntando a tierra hacia el este                                       | 92 Batería Ciudadela, (cerro Chuño) - un Voruz a 68 lb - dos Parrott de a 30 lb Batería Este, (cerro Aniani) - tres Voruz a 68 lb                                         | Tte. Crl. Medardo Cornejo   |
| Baterías del Norte apuntando al mar o a tierra                                           | 76 Batería San José - un Vavasseur a 250 lb - un Parrot a 100 lb Batería Santa Rosa - un Vavasseur a 250 lb Batería Dos de Mayo - un Vavasseur a 250 lb                   | Tte. Crl. Juan Pablo Ayllón |
| Naves de guerra                                                                          | |                             |
| Monitor Manco Cápac                                                                      | | José Sánchez Lagomarsino.   |
| Alianza (torpedera)                                                                      | | Manuel Fernández Dávila.    |
| Total 1858                                                                               | |                             |

| Unidad                                                       | Contingente                                                  | Mando                          |
| ------------------------------------------------------------ | ------------------------------------------------------------ | ------------------------------ |
| Jefe de fuerzas chilenas: Pedro Lagos Jefe del Estado Mayor: |                                                              |                                |
| Infantería                                                   |                                                              |                                |
| Regimiento 1.º de Línea "Buin"                               | 885                                                          | Tte. Crl. Luis Ortiz           |
| Regimiento 3.º de Línea                                      | 1053                                                         | Tte. Crl. Ricardo Castro       |
| Regimiento 4.º de Línea                                      | 941                                                          | Tte. Crl. Juan José San Martín |
| Regimiento Lautaro                                           | 1000                                                         | Tte. Crl. Orozimbo Barbosa     |
| Batallón Bulnes                                              | 400                                                          |                                |
| Caballería                                                   |                                                              |                                |
| Carabineros de Yungay                                        | 300                                                          | Tte. Crl. Rafael Vargas        |
| Cazadores a caballo                                          | 300                                                          | Cap. Alberto Novoa             |
| Artillería                                                   |                                                              |                                |
| 4 Baterías de Artillería                                     | 600 - 22 cañones Krupp de 78,5 mm y 75 mm - 2 ametralladoras |                                |
| Naves de guerra                                              |                                                              |                                |
| Fragata blindada Cochrane                                    |                                                              |                                |
| Vapor Loa                                                    |                                                              |                                |
| Goleta Covadonga                                             |                                                              |                                |
| Cañonera Magallanes                                          |                                                              |                                |
| Total 6500-5300                                              |                                                              |                                |

La infantería chilena estaba armada con fusiles Comblain y Gras recalibrado a la bala del Comblain, de tal manera que utilizaban el mismo cartucho, mientras que la caballería chilena utilizaba carabinas Winchester Modelo 1866, carabinas Remington y sables.
Todas las fuerzas peruanas estaban armadas con fusiles Chassepot, que utilizaban cartuchos de papel y se trababan después de 50 a 100 tiros. La excepción era el Artesanos de Tacna N.º 29, armado con fusiles Peabody-Martini, y el Granaderos de Tacna N.º 31, armado con fusiles Remington.

## Movimientos preliminares

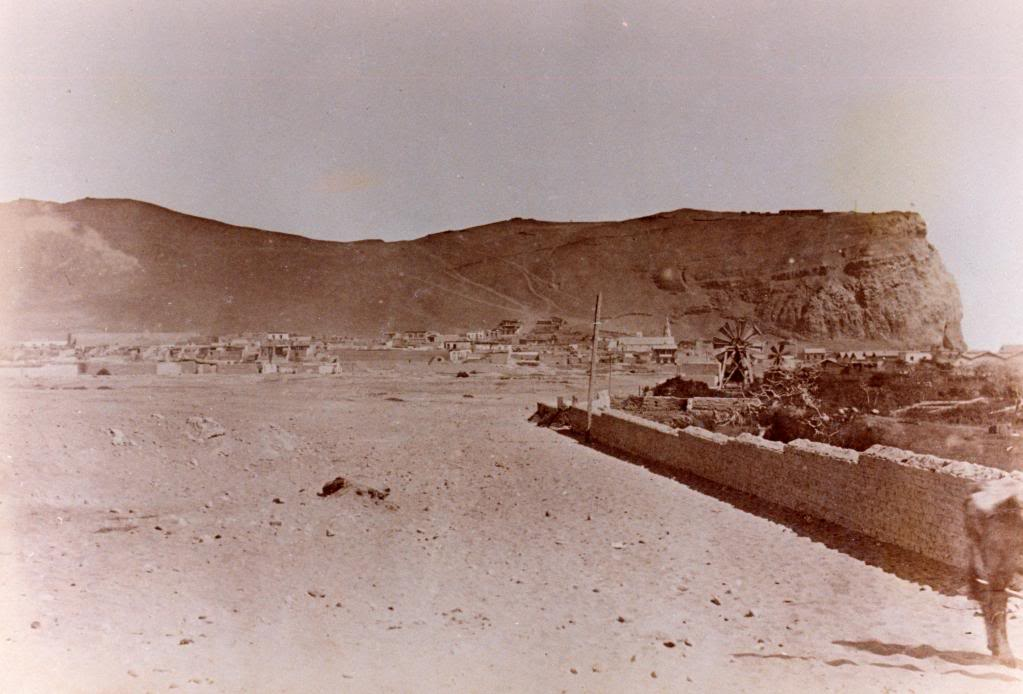
Fotografía del Morro y de la ciudad de Arica en 1879, vistas desde el fuerte San José, ubicado al norte de la ciudad.

El jefe militar de Arica supuso que el ataque vendría por el norte y ordenó minar las cercanías y fortificar las posiciones que miraban al norte de la ciudad, bajo la dirección del ingeniero Teodoro Elmore. Para la red de minas existía un aparato generador de electricidad en el morro, además de un aparato eléctrico cercano al hospital.[cita requerida]

### Domingo 30 de mayo
El día 30, Baquedano ordenó a los Carabineros de Yungay reconocer el camino a Arica, especialmente el estado de la línea férrea. Los Carabineros regresaron al día siguiente con buenas noticias.

### Martes 1 de junio
El día martes salió una avanzada compuesta por Carabineros de Yungay n.º 2 y por Cazadores a Caballo, al mando del Comandante Rafael Vargas, llegó al río Azufre (Lluta). Fueron recibidos por una descarga lo que los obligó a retirarse y pernoctar en la pampa. Más tarde, ese mismo día parte la primera locomotora con tropas chilenas al valle de Lluta para organizar el campamento.

### Miércoles 2
Al amanecer del día miércoles 2, Vargas reanudó su exploración, y al acercarse al cauce del río, reventaron dos minas en el camino sobre el lecho del río. Al mismo tiempo se vio escapar a dos hombres, uno a caballo y otro a pie, los que fueron tomados prisioneros. Eran el ingeniero Teodoro Elmore, y su ayudante Miguel Arenas, quienes habían puesto una mina en el lugar, y tenían en su poder los planos de las otras que debían estallar en diferentes sitios. Estas minas estaban conectadas con cables eléctricos que se hacían explotar desde el Hospital de Arica. Esto causó indignación en los soldados, y la intervención del ingeniero Orrego, ayudante de Pedro Lagos, evitó que fueran fusilados en el acto. 
En la tarde del mismo día miércoles comenzaron a llegar las fuerzas chilenas por ferrocarril, ocupando Chacalluta y el valle de Azapa. Acampados en la ribera norte del Río Azufre, los destacamentos tomaron contacto con la flota que aún bloqueaba Iquique. La línea férrea, que había sido parcialmente inutilizada por los aliados, fue reparada por los pontoneros chilenos y se envió más caballería a la zona.

### Jueves 3
Durante todo el día y la noche del 4 de junio, los chilenos ubicaron la artillería de campaña a cargo de los mayores Salvo, Frías y Montoya. Para ese día, se habían concentrado en el puente del ferrocarril Tacna-Arica los regimientos Buin, 3.º de Línea, 4 de Línea, Lautaro más las unidades batallón Bulnes, Carabineros de Yungay, Cazadores a Caballo y 4 baterías de artillería. La noche del 4 de junio, se instalaron las baterías chilenas en los cerros al este del Morro de Arica.

### Viernes 4
A las 12:30 terminan de llegar los pertrechos. Baquedano y Velásquez opinaron en un principio que en vista de que las posiciones enemigas estaban minadas, no valía la pena perder gente en un ataque y se dio la orden de bombardearlas, creyendo que eso bastaría para que se rindieran, sin lograrlo.

### Sábado 5
El 5 de junio, a las 7:00 AM Baquedano envía al emisario chileno Juan José de la Cruz Salvo, quien se presentó ante Bolognesi en Arica para intimar la rendición frente al superior número de atacantes. Se entabló el siguiente diálogo:

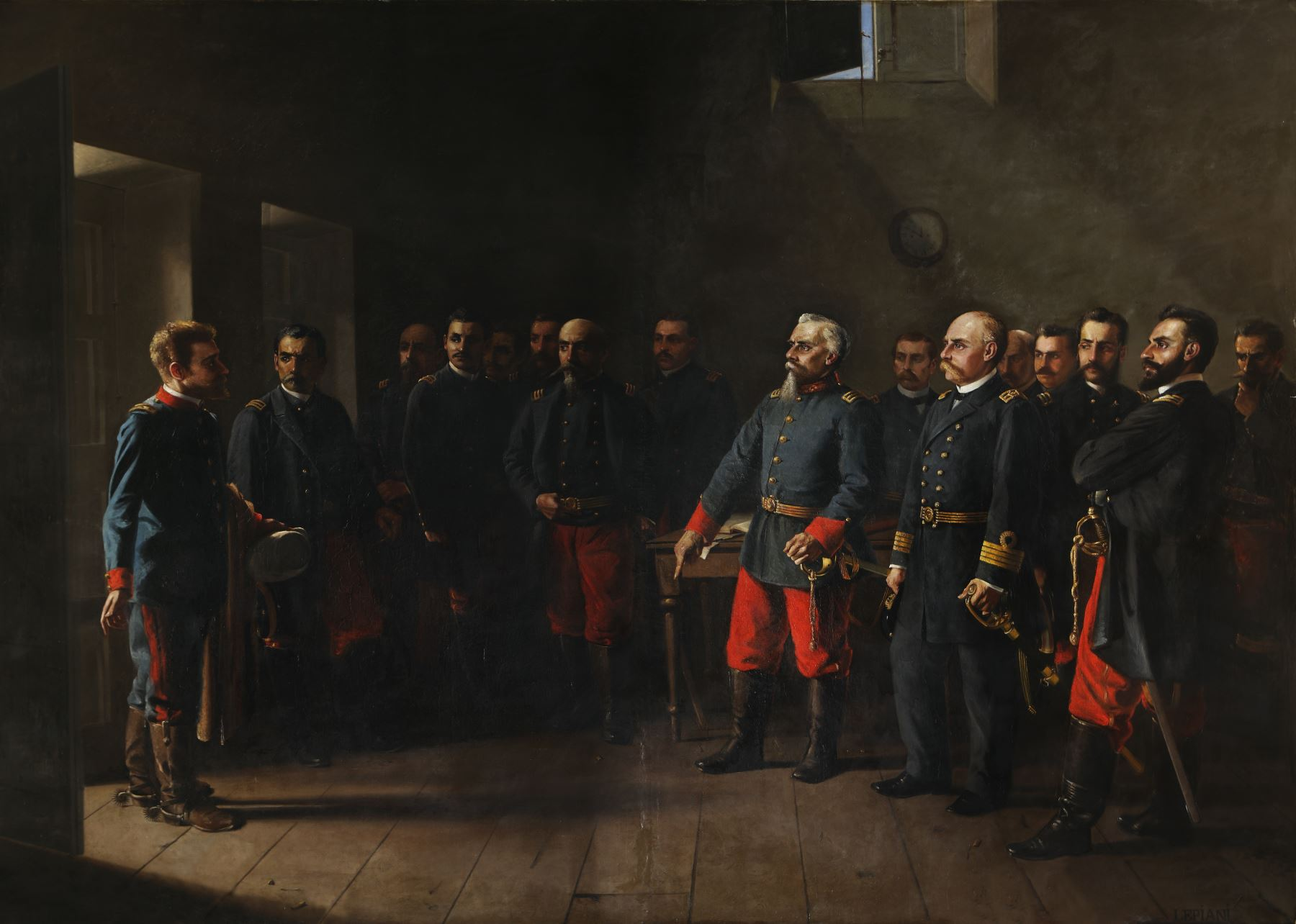
La respuesta de Juan Lepiani

Bolognesi: Le oigo a usted.
Salvo: Señor, el General en Jefe del Ejército de Chile, deseoso de evitar un derramamiento inútil de sangre, después de haber vencido en Tacna al grueso del Ejército aliado, me envía a pedir la rendición de esta plaza, cuyos recursos en hombres, víveres y municiones conocemos.
Bolognesi: Tengo deberes sagrados que cumplir y los cumpliré hasta quemar el último cartucho.
Salvo: Entonces está cumplida mi misión.
Bolognesi consultó su decisión con sus oficiales frente a Salvo; la propuesta de rendición fue rechazada. Este suceso ocurrió en la llamada Casa de la Respuesta en Arica. Los quince oficiales que acompañaron al coronel Francisco Bolognesi el 5 de junio de 1880 eran José Joaquín Inclán, Justo Arias y Aragüez, Marcelino Varela, Alfonso Ugarte, Juan Guillermo Moore Ruiz, Manuel J. La Torre, Ramón Zavala, Francisco Cornejo, Benigno Cornejo, Medarno Cornejo, Mariano Bustamante, Ricardo O'Donovan, Juan Pablo Ayllón, Roque Sáenz Peña (argentino) y José Sánchez Lagomarsino.
A las 9:00 AM, después de que el mayor Salvo regresara de parlamentar con Bolognesi, la artillería chilena ubicada en Chacalluta y Azapa inició el fuego sobre las defensas peruanas de las Baterías del Norte y del Este. El enfrentamiento entre la artillería chilena y las baterías peruanas se prolongó hasta las 13:00 horas sin obtener resultados para ambos bandos.
A las 16:30 Pachecho de Céspedes llegaba a Arica para entregar un mensaje a Bolognesi ordenando que se retiraran al norte después de inutilizar los cañones, pero no lo puede entregar. En efecto, el Contralmirante Lizardo Montero, en sus memorias sobre la Batalla de Arica confirmó que envió al Coronel (Cubano) Pacheco De Céspedes con un mensaje para Bolognesi, en el que le dispuso: “Se destruya los cañones y cuanto elemento hay en Arica y salve los hombres que allí tiene para pasar ese Ejército a Moquegua y unirlos al Coronel Leiva”, sin embargo aquel mensaje jamás sería recibido.

### Domingo 6
El 6 de junio a mediodía, se inició el bombardeo chileno desde las baterías de tierra, así como por el mar por los buques Loa, Covadonga, Magallanes y Cochrane. Las defensas peruanas utilizaron las Baterías Norte, las Baterías del Morro, las Baterías del Este y los cañones del monitor BAP Manco Cápac. A las 16:00 cesó el combate.
El Cochrane recibió un impacto de un cañón Voruz de las baterías del morro, justo en el momento en que se cargaba un cañón de avancarga con un saquete de pólvora, que lo hizo explotar provocando 27 heridos, de los cuales murieron 7 posteriormente. La Covadonga recibió dos impactos y fue retirada a remolque por la Magallanes.
Es importante resaltar la figura del comandante Juan Guillermo Moore (excapitán de la Fragata Independencia) como encargado de la baterías del Morro.
La batería peruana San José atacó, sin resultados, al regimiento Lautaro y a una compañía del regimiento Buin 1.º de Línea, que había llegado a los restos del naufragado buque Wateree por el Norte practicando un reconocimiento. Este movimiento hizo creer al coronel Bolognesi que el ataque chileno vendría por ese sector y lo reforzó enviando la 8.ª división al mando de Alfonso Ugarte.  
Los disparos peruanos fueron: Baterías del Morro, 40; Baterías del Norte, 21; Baterías del Este, 5; y monitor Manco Cápac, 5, totalizando 71. Los disparos chilenos fueron: artillería de tierra, 186; Cochrane, 19; Magallanes, 28; Covadonga, 27; y Loa, 12, totalizando 272.
En la tarde del 6 de junio, el coronel chileno Pedro Lagos envió al ingeniero peruano Teodoro Elmore, quien estaba prisionero, para que hablara con el coronel Bolognesi y pedirle la rendición. Bolognesi le dio la misma respuesta que antes le había dado a de La Cruz Salvo: "Resistiremos hasta el último cartucho". Elmore regresó al campamento chileno a las 23:00 horas.
Por la tarde, Lagos tenía todo acordado y alistaba su tropa para el ataque: el regimiento 4.º de Línea atacaría la batería Este, el regimiento 3.º de Línea haría lo propio con la batería Ciudadela, ambas baterías del frente Este. Tomadas esas dos posiciones, ambos regimientos esperarían al regimiento Buin 1.º de Línea que marchaba a retaguardia, para que juntos atacaran la meseta del morro. El Lautaro atacaría los fuertes San José, Santa Rosa y Dos de Mayo, en el frente norte. La artillería debía cooperar desde sus posiciones en las alturas del este y el batallón Bulnes debía protegerla. La caballería tenía la misión cuidar los pasos por donde los peruanos podían retirarse. Los movimientos de las fuerzas chilenas hacia las baterías del este empezaron a las 5:00 horas.
Lagos comenzó su movimiento a las 19:00 horas del día domingo, ordenando que los Regimientos N°1, 3° y 4° de Línea bajaran de las alturas del este del Valle de Azapa y avanzaran oblicuando hacia el oeste para acampar detrás del Cerro Sombrero. EL 3° de Línea frente al fuerte Ciudadela, el 4° de Línea frente al Fuerte del Este, y más atrás el Buin como reserva. El Batallón Bulnes se ubicó en posición cercana a la Artillería, como protección de esta, y a la Caballería se le ordenó mantener encendidos los fuegos del campamento, a fin de engañar al adversario.

### Combate en las baterías del Norte
El regimiento Lautaro, comandado por el teniente coronel Orozimbo Barbosa, inició su marcha al sur por la costa a las 03:00 AM desde Chacayuta. A las 06:00AM recibía los primeros disparos del Fuerte San José y de los cañones del Manco Capac. Las Baterías del Norte estaban defendidas por 96 artilleros al mando del teniente coronel Ayllón. Estas baterías y el monitor Manco Cápac abrieron fuego sobre el Lautaro, el que, sin embargo, continuó avanzando y respondió el fuego. De inmediato se generalizó el combate y el Lautaro se lanzó contra los reductos San José, Dos de Mayo y Santa Rosa, asaltandolos a bayoneta. La resistencia peruana en este frente fue poco enérgica ya que sus defensores dejaron de hacer fuego y se retiraron al morro, no sin antes volar las Baterías San José, 2 de Mayo y Santa Rosa.

## Asalto al Morro

### Combate en las baterías Ciudadela y Este
A las 5:30 de la mañana del 7 de junio, el combate se inició por el sector de las baterías del Este, cuando aún todo estaba en oscuridad.
El despliegue del 3.º de Línea fue avistado por los centinelas de la batería Ciudadela a las 6:00 horas, rompiéndose los fuegos incluso antes de ordenarlo los comandantes. En el camino, se detonaron dos minas pero ocasionaron pocos daños y apenas detuvo el avance del 3.º de Línea a las órdenes de su 2.º jefe el teniente coronel José Antonio Gutiérrez quien asumió el mando de su regimiento durante el combate. Cuando llegó la primera ola de atacantes, tras una lluvia de balas, las fuerzas defensoras lograron contenerlas mediante un movimiento coordinado de fusilería, explosión de minas y bayonetas. Se ordenó una segunda oleada sobre las posiciones peruanas. Las reducidas fuerzas defensoras fueron finalmente aplastadas por los chilenos que entraron por cientos en la batería. El subteniente chileno José Ignacio López capturó la bandera peruana. En la lucha murieron casi todos los defensores, entre los que destacaron el coronel Justo Arias y Aragüez, jefe del batallón Granaderos de Tacna; el teniente coronel Francisco Cornejo, jefe del batallón Cazadores de Piérola, el sargento mayor Felipe Antonio de Zela, 2.º jefe del Granaderos de Tacna; el sargento mayor Genaro Vizcarra, 2.º jefe del Cazadores de Piérola, entre otros. El cabo peruano Alfredo Maldonado, de 16 años, hizo volar la santabárbara de la batería y en la explosión murieron él, los pocos sobrevivientes heridos a su alrededor y varios chilenos —entre estos últimos, uno de los tres oficiales que izaban la bandera— que habían entrado en la batería Ciudadela.
Mientras esto acontecía, desde el fuerte Este se vio aproximarse al 4.º de Línea, encabezado por el 1.er batallón de este regimiento al mando del teniente coronel Juan José San Martín y el 2.º batallón al mando del mayor Luis Solo Zaldívar. Se ordenó que medio batallón del Artesanos de Tacna abriera fuego y el otro medio batallón les hiciera frente. En la lucha en la batería murió el coronel José Joaquín Inclán, comandante general de la 7.ª división peruana, y el teniente coronel Ricardo O'Donovan, jefe del Estado Mayor de la 7.ª división, quedando herido el coronel Marcelino Varela, jefe del batallón Artesanos de Tacna. Esta vez la defensa tuvo tiempo y logró una retirada ordenada hacia Cerro Gordo.

### Combate en el Reducto Morro Gordo
Los regimientos 3.º y 4.º de Línea al haberse apoderado de los fuertes del Este y Ciudadela, no detuvieron su avance para esperar al regimiento Buin 1.º de Línea como se había planificado. Esto se debería a que en las filas del 4.º de Línea se oyó un grito que decía: ¡ Al Morro muchachos !, lo que habría hecho a las tropas olvidar la orden recibida y se precipitaran hacia el morro. El Buin les seguía un poco más atrás, pero no lograría participar en las acciones.  
Cuando se inició el asalto a las baterías del Este, Bolognesi percibió que el ataque no sería desde el norte sino desde el este y ordenó que la 8.ª división peruana se dirigiera al Morro. En cerro Morro Gordo se reagruparon con parte del batallón Artesanos de Tacna y resistieron el ataque chileno, principalmente del 4.º de Línea. Los artilleros de la batería baja del morro dispararon sobre las fuerzas chilenas que estaban en las baterías del Este, bombas y tarros de metralla. Medio batallón del Iquique Nº 33 y otro medio batallón del Tarapacá Nº 23 quedaron también en Cerro Gordo intentando resistir el ataque chileno mientras el resto subió al Morro.

### Combate en el Reducto El Morro
En el morro, el coronel Bolognesi intentó hacer volar las minas en la cima, pero el mecanismo no funcionó. Los artilleros de la batería baja del morro se retiraron a la cima, haciendo volar uno de sus cañones. Una vez en la cima del Morro los atacantes, enfurecidos por el uso de minas que consideraban formas desleales de combate, desataron un feroz ataque sin dar cuartel a los defensores y que solo difícilmente pudo ser contenido por los oficiales chilenos. Fue en ese momento de la lucha en el morro que murieron el teniente coronel Ramón Zavala, jefe del batallón Tarapacá Nº 23, y el teniente coronel Benigno Cornejo, segundo jefe de ese batallón, quedando herido en un brazo el teniente coronel Roque Sáenz Peña. Luego murieron, cuando estaban reunidos los oficiales y jefes peruanos, el coronel Francisco Bolognesi, comandante general de Arica y el capitán de navío Juan Guillermo Moore, jefe de las baterías del Morro. Los peruanos lograron hacer volar dos cañones Parrott de las baterías del Morro y en el asta murió el sargento mayor Armando Blondel.

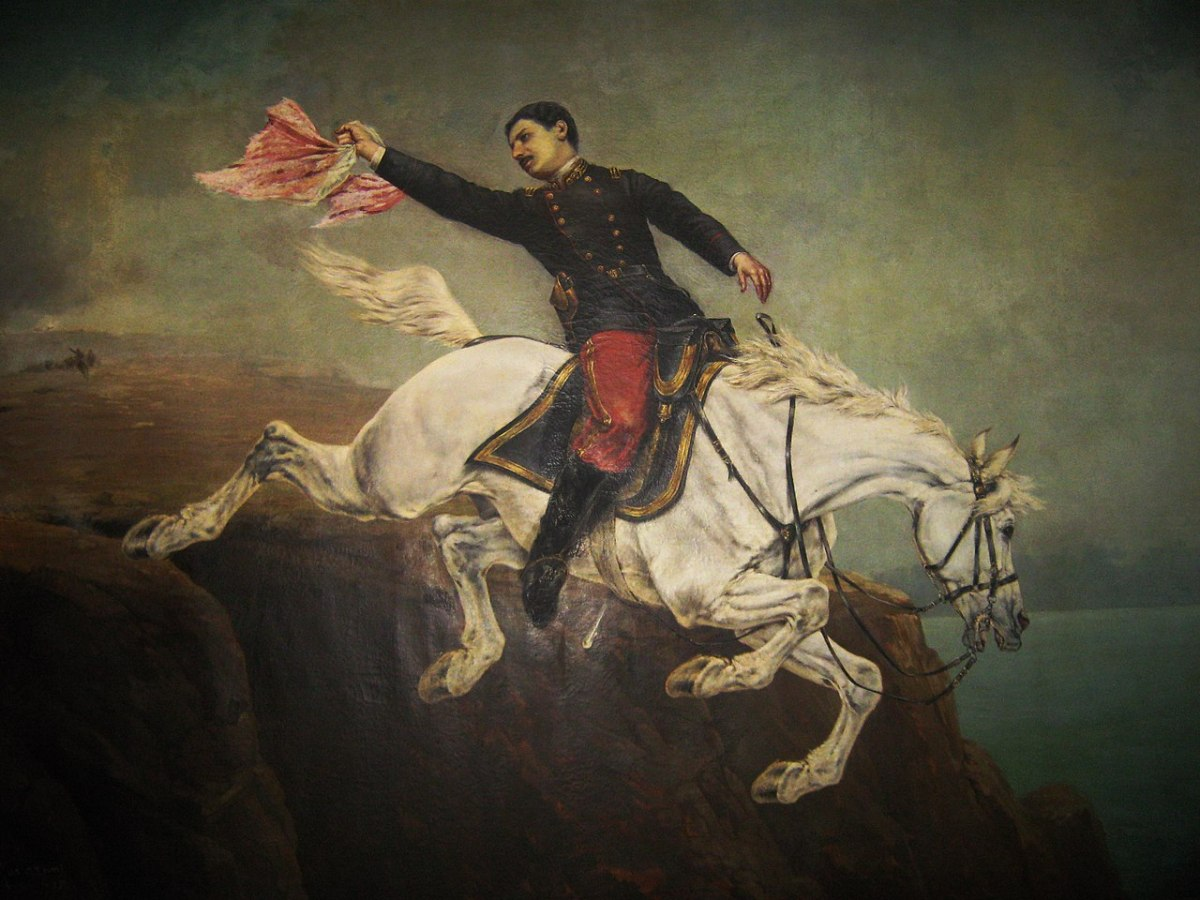
Alfonso Ugarte arrojándose del Morro de Arica.

Finalmente, el 4º de línea tomó a las 7:30 el morro —donde murió su comandante, el teniente coronel Juan José San Martín— y se mandó izar la bandera chilena, por el capitán del 4.º de línea, Ricardo Silva Arriagada.
La fase final del asalto se realizó en 55 minutos, esto es, considerando desde la captura del Reducto Morro Gordo a las 07:00 AM, y la finalización completa de la batalla en el Reducto El Morro a las 07:55 AM.

### AlianzayManco Cápac
El capitán de fragata José Luis Sánchez Lagomarsino al ver izada la bandera chilena en el morro, echó a pique el monitor Manco Cápac cerca de la isla del Alacrán para evitar que cayera en manos chilenas; el buque se terminó de hundir a las 8:00 y su tripulación fue capturada por la escuadra chilena.
La lancha torpedera Alianza rompió el bloqueo y logró escapar al norte. La lancha fue perseguida por los buques chilenos Cochrane y Loa, hasta que la tripulación de la lancha varó su embarcación y la hizo volar en cabo Picata por la tarde. Al día siguiente, los tripulantes fueron capturados cerca de Moquegua.

## Ejecución de prisioneros en Arica

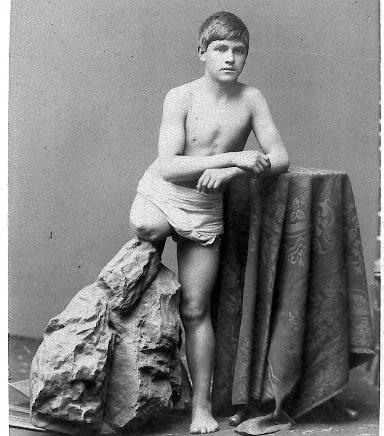
Niño chileno cuya pierna derecha fue arrancada por la explosión de una mina durante la batalla de Arica.

En medio del caos inicial de la ocupación de Arica, soldados chilenos que bajaron del Morro fusilaron a prisioneros peruanos a las puertas de la iglesia de la ciudad (hospital de campaña durante el combate) Esto solo pudo ser contenido cuando las fuerzas del Lautaro y del Bulnes entraron a la ciudad y pusieron orden.

## Bajas
William Sater calcula las bajas peruanas entre 700 a 900 muertos, 354 heridos y 1300 prisioneros. Los chilenos sufrieron 120 muertos y 354 heridos.
Asimismo, más de 300 cadáveres de combatientes peruanos fueron arrojados al mar desde la cima del morro, los que permanecieron días en descomposición sin ser enterrados con el peligro de extender enfermedades.

## Consecuencias y análisis
Las naves de guerra chilenas no tuvieron participación en la batalla, ya que, según Wilhelm Ekdahl, la elevación de Morro y la naturaleza del asalto impidió el uso de su artillería.Tampoco la caballería chilena pudo intervenir en la batalla.
Ekdahl rinde admiración a Bolognesi y sus oficiales por la firmeza y la resolución con que lucharon.
Los chilenos capturaron 1200 fusiles de diferentes sistemas y 13 cañones: un Vavasseur de a 250 lb, dos Parrott de a 100 lb, siete Voruz de a 68 lb y un cañón de bronce de a 12 lb, que no fue utilizado en las acciones bélicas.
El 7 de junio se celebra el Día de la Bandera en el Perú y el Día de las Glorias de la Infantería en Chile y  es feriado en la Región de Arica y Parinacota desde 2013.